# Дем'яненко Павло Валерійович
Павло́ Вале́рійович Дем'я́ненко — солдат Збройних сил України, військовослужбовець 128-ї окремої гірсько-піхотної бригади, учасник російсько-української війни.

## Життєпис
Народився в смт Великий Березний на Закарпатті.
2014 року став на захист Батьківщини від російської збройної агресії. Проходив службу в 15 окремому гірсько-піхотному батальйоні 128-ї окремої гірсько-піхотної бригади. Дістав поранення під час боїв за Луганський аеропорт.
Після повернення додому за короткий період часу похоронив дружину та маму, залишившись з маленьким сином.
16 квітня 2018 раптово помер внаслідок інсульту. 6-річний син лишився круглим сиротою.

## Нагороди
21 жовтня 2014 року — за особисту мужність і героїзм, виявлені у захисті державного суверенітету та територіальної цілісності України, вірність військовій присязі — нагороджений орденом «За мужність» III ступеня.
2 квітня 2017 нагороджений відзнакою УПЦ КП — Медаль «За жертовність і любов до України».